# Comuna Sudiți, Ialomița
Sudiți este o comună în județul Ialomița, Muntenia, România, formată din satele Gura Văii și Sudiți (reședința).

## Așezare
Comuna se află în partea de sud-est a județului, pe malul drept al râului Ialomița, la limita cu județul Călărași. Este străbătută de șoseaua județeană DJ201, care o leagă spre nord-est de Săveni și Țăndărei (unde se termină în DN2A) și spre vest de Mărculești, Slobozia (unde se intersectează cu DN21), Ciulnița, Ciochina și Coșereni (unde se termină în DN2).

## Demografie
Componența etnică a comunei Sudiți
     Români (94,88%)
     Alte etnii (0%)
     Necunoscută (5,12%)
Componența confesională a comunei Sudiți
     Ortodocși (94,42%)
     Alte religii (0,29%)
     Necunoscută (5,29%)
Conform recensământului efectuat în 2021, populația comunei Sudiți se ridică la 1.738 de locuitori, în scădere față de recensământul anterior din 2011, când fuseseră înregistrați 2.026 de locuitori. Majoritatea locuitorilor sunt români (94,88%), iar pentru 5,12% nu se cunoaște apartenența etnică. Din punct de vedere confesional, majoritatea locuitorilor sunt ortodocși (94,42%), iar pentru 5,29% nu se cunoaște apartenența confesională.

## Politică și administrație
Comuna Sudiți este administrată de un primar și un consiliu local compus din 11 consilieri. Primarul, Vasile Șincan[*], de la Partidul Social Democrat, este în funcție din 2012. Începând cu alegerile locale din 2024, consiliul local are următoarea componență pe partide politice:
|  | Partid                    | Consilieri | Componența Consiliului | Componența Consiliului | Componența Consiliului | Componența Consiliului | Componența Consiliului | Componența Consiliului |
|  | ------------------------- | ---------- | ---------------------- | ---------------------- | ---------------------- | ---------------------- | ---------------------- | ---------------------- |
|  | Partidul Social Democrat  | 6          |                        |                        |                        |                        |                        |                        |
|  | Partidul Național Liberal | 5          |                        |                        |                        |                        |                        |                        |

## Istorie
La sfârșitul secolului al XIX-lea, comuna făcea parte din plasa Ialomița-Balta a județului Ialomița și era formată din satul Sudiți și din cătunele Teșila Mare, Batogu, Grecu, Perișoru, Obeada, Caramanu, Sarageaua, Mășăli și Puțu Nou, cu o populație totală de 2390 de locuitori. În comună funcționau o școală mixtă și o biserică. Anuarul Socec din 1925 o consemnează în plasa Slobozia a aceluiași județ, formată doar din satul de reședință cu 2610 locuitori.
În 1950, comuna a fost transferată raionului Slobozia din regiunea Ialomița, apoi (după 1952) din regiunea București. În 1968, a revenit la județul Ialomița, reînființat, și a primit și satul Gura Văii, fost la comuna Mărculești.

## Monumente istorice
Două obiective din comuna Sudiți sunt incluse în lista monumentelor istorice din județul Ialomița ca monumente de interes local. Unul este clasificat ca sit arheologic — situl de „la Cot”, lângă satul Sudiți, cuprinzând urmele unei așezări daco-romane (secolul al IV-lea e.n.) și ale uneia medievale timpurii (secolele al IX-lea–al XI-lea). Celălalt este clasificat ca monument de arhitectură: casa cu cârciumă de pe strada Mare, nr. 123 din Sudiți, construcție datând din 1928.

## Personalități
- Apostol D. Culea (1882 - 1949), pedagog și publicist
- David Davidescu (1916 - 2004), inginer agronom, membru titular al Academiei Române
- Ileana Hogea-Velișcu (1936 - 2022), profesor universitar, scriitoare și specialistă în limba chineză;
- Constantin Postoiu (n. 1959), canotor.